# Campari
Campari je grenko-sladek rdeč zeliščni liker tipa amaro.
Od leta 1862 ga izdelujejo v Milanu, Italija. Tu so v Cafe Camparino prvič postregli s tem likerjem. Recept je družinska skrivnost. Po navedbah proizvajalca Campari Gruppe uporabljajo 86 različnih koreninic, zelišč, začimb in sadežev. Še vedno se izdeluje po originalnem receptu.
Sestavine zmehčajo v destilirani vodi in zmešajo z etilnim alkoholom. Rdeča barva je od naravnega barvila košenile (E 120). Po nekaj dneh zmes večkrat filtrirajo in shranijo v velike, znotraj s steklom prevlečene cisterne. Z dodatkom vode in sadnega sirupa se doseže končna stopnja alkohola (25 %). Po 30 dneh mirovanja ga ponovno filtrirajo in napolnijo v steklenice.
Campari spada med aperitive, spodbuja tek. Lahko se uporablja za Longdinks (dolge pijače) ali koktajle. K klasiki spadajo Campari-Soda, Campari-Orange in Campari-Tonic. Tudi Americano in French Kiss sta zelo znana.
V Italiji prodajajo Campari-Sodo že pripravljeno v manjših steklenicah.